# Sardón de los Frailes
Sardón de los Frailes és un municipi de la província de Salamanca a la comunitat autònoma de Castella i Lleó. Limita al Nord amb Salce, a l'Est amb Monleras, al Sud amb El Manzano i a l'Oest amb Almendra.

## Demografia
| 1991 | 1996 | 2001 | 2004 |
| ---- | ---- | ---- | ---- |
| 123  | 106  | 96   | 88   |